# Stenotabanus floridensis
Stenotabanus floridensis är en tvåvingeart som först beskrevs av James Stewart Hine 1912.  Stenotabanus floridensis ingår i släktet Stenotabanus och familjen bromsar. Inga underarter finns listade i Catalogue of Life.